# Китайская хохлатая собака
Китайская хохлатая собака — порода комнатно-декоративных собак. Собака маленькая, активная, изящная, очень жизнерадостная. Собаки этой породы могут быть как голыми (волосы имеются только в области головы, хвоста и на конечностях), так и с мягкими вуалеобразными волосами, покрывающими всё тело — пуховки (паудер пуфф).

## История породы
В книге Джоан Палмер «Ваша собака» приводятся довольно точные сведения о происхождении этой породы. К 1966 году эта порода практически считалась утерянной, оставалось лишь несколько особей, которых привезли в Великобританию. В настоящее время китайская хохлатая собака получила довольно широкое распространение, этой породой занимаются самые различные клубы, как в Англии, так и во всём мире. Именно в Великобритании был разработан первый стандарт этой породы, и англичане считаются основателями стандарта породы.
Схожесть по внешним признакам китайской хохлатой с мексиканской являются причиной спора кинологов, кто от кого произошёл. Найденные черепа собаки, жившей в 1500 году до нашей эры в Мексике, позволяют предположить, что всё же китайские собаки произошли от мексиканских, так как в Китае аналогичные черепа были датируются на две тысячи лет позже. Как собаки попали в Китай, история умалчивает.
Также есть предположение, что голые собаки впервые появились в Африке.

## Внешний вид
Голова китайской хохлатой собаки имеет черепную коробку слегка округлую и удлинённую, весьма изящной формы.
Морда плоская, сужающаяся по направлению к мочке носа. Переход ото лба к морде сглаженный, не резко обозначенный. Длина головы от затылка до начала морды должна быть такой же, как от мочки носа до начала морды. Сама морда не должна быть рыхлой, губы должны плотно прилегать. Мочка носа по стандарту породы может быть любого окраса. Особенность породы — наличие хохолка на голове, благодаря которому собака и получила своё название. Хохолок начинается от начала перехода ото лба к морде и заканчивается на шее, он может быть как не очень длинный, так и весьма ниспадающий, что является более предпочтительным для этой породы.
Глаза очень тёмные, практически чёрные, как маслины. Радужная оболочка занимает практически весь глаз, белок почти незаметен. Глаза средней величины, широко расставленные.
Уши должны быть низко посажены и располагаться на одной линии с внешним углом глаза. Уши стоячие, крупные, могут быть опушёнными бахромой, а могут быть и без неё. У пухового вида китайской хохлатой собаки могут быть висячие уши.

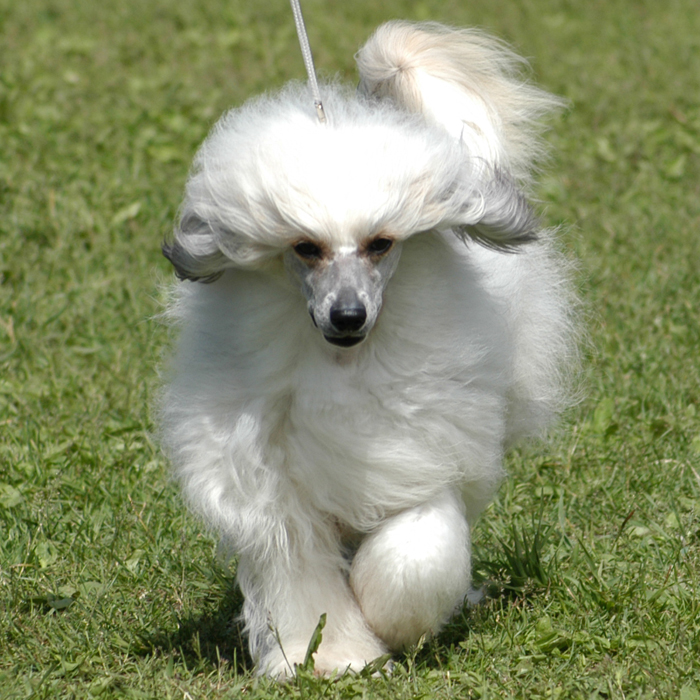
Пуховая китайская хохлатая

Несмотря на небольшие размеры и кажущуюся беззащитность, китайская хохлатая собака имеет крепкие и сильные челюсти, зубная система имеет ножницеобразный прикус. Зубы у голых собак отличаются от зубной системы собак других пород. Здесь допустима нехватка зубов и эти аномалии не являются пороком и дисквалифицирующим признаком. Допустимы и уменьшенные клыки, практически не отличающиеся от резцов. Клыки могут выглядеть как бивни в связи с их направлением вперёд. Эта особенность зубной системы свойственна собакам только бесшёрстного вида.
Породе свойственна сухая и длинная шея, не допускаются какие-либо подвесы и утолщения. Когда собака движется, шея держится высоко и красиво изогнута. Плечи у животного сильные, с весьма развитыми рельефными мышцами.
Передние конечности стройные и длинные, локти не должны быть расставленными, они плотно прилегают к туловищу. Задние конечности имеют широкий постав, бедра с сильными мышцами, упругие, голени длинные, скакательные суставы низкие. Лапы имеют заячью форму, они длинные и узкие, кости запястья миниатюрные и удлинённые. По породе пальцы на лапах должны быть прикрыты удлинённой шерстью, которая не должна заходить на запястья. Лапы имеют прямой постав.
Хвост высокопосаженный, весьма длинный, к концу сужающийся. Он не должен быть загнутым, и если животное не возбуждено, находится в опущенном вниз состоянии. На конце хвоста должна быть длинная, ниспадающая кисточка, которая в идеале покрывает две трети всей длины хвоста. Недостатком является короткий хвост, не достигающий скакательных суставов задних конечностей, хвост без кисточки.
Шёрстный покров не должен быть густым и покрывать большие участки тела собаки. Кожа у животного мягкая, эластичная и тёплая. В бесшёрстной форме породы собака имеет гладкое, не покрытое шерстью тело, шерсть может быть только на голове, на кончике хвоста и на лапах. Если же собака пуховой формы, то её шёрстный покров состоит не из подшёрстка, а только из покрова. Отличительным признаком породы является вуалеобразная шерсть, ниспадающая на достаточно большую длину.
Голых хохлатых собак, имеющих спускающуюся до плеч длинную гриву, эффектный плюмаж на хвосте и высокие «сапожки», называют семикотами (semi coat с англ. — «полушерстяной»). Обычно они зарастают по корпусу и требуют дополнительного ухода в виде депиляции тех участков, которые по стандарту должны быть голыми.
Китайская хохлатая собака — маленькое и изящное животное, достигающее в холке высоты от 23 см до 33 см и веса до 5,4 кг. Суки и кобели имеют явные внешние отличия, суки более изящные и тонкокостные.
Окрас у китайской хохлатой может быть практически любым, допускаются самые неожиданные сочетания цветов, что не является недостатком или пороком.

## Предназначение породы
Китайская хохлатая собака не является охотником или охранником. Это, скорее, культовое животное, созданное для обожания своим хозяином. Этой породе, особенно бесшёрстной её разновидности, приписывают даже сверхъестественные способности.
Но этих животных любят не только за экзотическую внешность. Это подвижные и весёлые собачки, они могут быть настоящими друзьями как для взрослых, так и для детей.